# 11697 Estrella
11697 Estrella là một tiểu hành tinh vành đai chính named after Filipino Allan N. Estrella, a high school student cited for winning the 2002 Intel International Science and Engineering Fair ở Louisville, Kentucky with his teammates Richard K.S. Manapat và Jeric V. Macalintal.